# Габагиб
Габагиб (на арабски: غَبَاغِب) е град в Южна Сирия, административно част от мухафаза Дараа. Намира се северно от Дараа. При преброяването от 2004 г. на Централното статистическо бюро (CBS), Джасим има население от 11 802 души.
Градът е и административен център на нахия Габагиб, която се състои от тринадесет села с общо население от 45 793 души.

## История

### Аюбидски период
На 16 януари 1192 г. достига до Ерусалим новината, че Алам ал-Дин Сулейман, емир на айюбидския генерал Саладин, е починал в Габагиб на път за Алепо. По-късно, в началото на 13-ти век, градът е посетен от сирийския географ Якут ал-Хамауи, който отбелязва, че това е „село в по-близките области на Хауран, на 6 левги от Дамаск.“

### Османски период
През 1596 г. Габагиб се появява в османските дефтери като част от нахията (подрайон) на Бани Килаб в Када на Хауран. Има изцяло мюсюлманско население от 6 домакинства и 5 ергени. Селяните плащат данък от 25% върху различни селскостопански продукти, включително пшеница, ечемик, летни култури, кози и/или кошери; общо 2000 акчета.
През 1838 г. Габагиб е отбелязан като мюсюлманско село, разположено в "Нукра, северно от Ал-Шейх Маскин".
В средата на 19-ти век е малко село със сгради, изградени от черен базалтов камък. Градът, разположен по пътя на керваните за хадж между Дамаск и Мека, служи като междинна спирка за почивка между Хан Даннун и ал-Санамайн. В града е построена кула по заповед на османския султан Селим I. По-късно става гара на линията Дамаск-Дараа на железопътната линия Хеджаз. По време на Сирийско-ливанската операция през Втората световна война Габагиб служи като щаб на Свободните френски сили в Южна Сирия. Градът е наречен "Рубарб" от британските войници, които намират името за твърде трудно за произнасяне.